# 川内鮮輝
川内 鮮輝（かわうち よしき、1990年11月8日 - ）は、埼玉県久喜市の地方公務員、及び陸上競技選手で、専門競技は長距離走・マラソン・ウルトラマラソン。川内三兄弟の次男で、兄は川内優輝、弟は川内鴻輝。

## 経歴
4歳からランニングを始める。兄と同じく埼玉県立春日部東高等学校を卒業し、國學院大學経済学部へ進学。大学4年生の時に箱根駅伝のメンバー入りをするも、補欠で本戦出場は叶わなかった。大学卒業後は共立印刷に営業職として入社。
主な実績に、2017年四万十川ウルトラマラソン優勝、隠岐の島ウルトラマラソン優勝、柴又100km優勝、2016年田沢湖マラソン優勝、隠岐の島ウルトラマラソン優勝、2013年古河はなももマラソン優勝など。
2018年6月のサロマ湖100キロウルトラマラソンでは、自己記録の6時間28分35秒で男子総合5位に入る（男子優勝者は100kmの世界新記録を達成した風見尚）。しかし、同年9月開催のスベティマーティン2018・IAU100km世界選手権（クロアチア）日本代表（男女各上位4枠）へは惜しくも選出されなかった。
2020年3月、所属していたJaybirdを退職、同年4月より東京都・国分寺市役所に就職。